# Astrid Schölin
Astrid Agneta Caroline Schölin, född den 11 januari 2001, är en svensk utövare av jujutsu.
Vid VM år 2023 tog Schölin brons i brunbältesklassens fjädervikt. Vid EM 2025 tog hon brons i svartbältesklassens fjädervikt. Vid World Games 2025 gick Schölin hela vägen och tog hem guldet.